# Биполярный транзистор с изолированным затвором

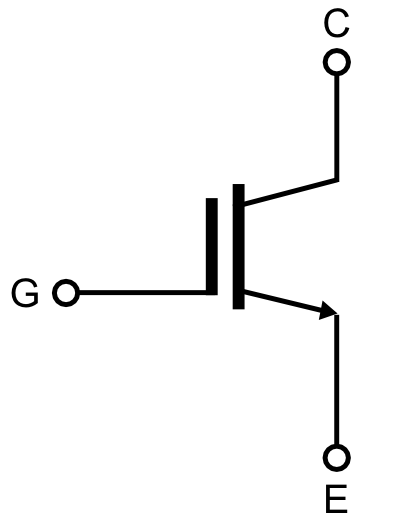
Условное графическое обозначение БТИЗ.
Буквами обозначены:
E — эмиттер;
C — коллектор;
G — затвор

Биполя́рный транзи́стор с изоли́рованным затво́ром (БТИЗ, англ. insulated-gate bipolar transistor, IGBT) — трёхэлектродный силовой полупроводниковый прибор, сочетающий два транзистора в одной полупроводниковой структуре: биполярный (образующий силовой канал) и полевой (образующий канал управления).
Используется, в основном, как мощный электронный ключ в импульсных источниках питания, инверторах, в системах управления электрическими приводами.
Каскадное включение транзисторов двух типов позволяет сочетать их достоинства в одном приборе: выходные характеристики биполярного (большое допустимое рабочее напряжение, а также тепловые потери, пропорциональные силе тока, а не квадрату силы тока, как у полевых) и входные характеристики полевого (минимальные затраты на управление).
Управляющий электрод называется затвором, как у полевого транзистора, два других электрода — эмиттером и коллектором, как у биполярного.
Выпускаются как отдельные приборы БТИЗ, так и силовые сборки (модули) на их основе, например, для управления цепями трёхфазного тока.

## История
До 1990-х годов в качестве силовых полупроводниковых приборов, помимо тиристоров, использовались биполярные транзисторы. Их эффективность была ограничена несколькими недостатками:
- необходимость большого тока базы для включения;
- относительно медленный процесс запирания, поскольку ток коллектора не спадает мгновенно после отключения тока управления в базе — во время запирания имеется относительно небольшое сопротивление в цепи коллектора при большом токе, что вызывает нагрев транзистора;
- зависимость параметров от температуры;
- падение напряжения между коллектором и эмиттером в режиме насыщения ограничивает минимальное коммутируемое напряжение.

С появлением полевых транзисторов, выполненных по технологии МОП (англ. MOSFET), ситуация изменилась. В отличие от биполярных, полевые транзисторы:
- управляются не током, а напряжением;
- их параметры не так сильно зависят от температуры;
- их рабочее напряжение теоретически не имеет нижнего предела благодаря использованию многоячеистых СБИС;
- имеют низкое сопротивление канала (менее миллиома);
- могут работать в широком диапазоне токов (от миллиампер до сотен ампер);
- имеют высокую частоту переключения (сотни килогерц и больше);
- высокие рабочие напряжения при больших линейных и нагрузочных изменениях, тяжёлых рабочих циклах и низких выходных мощностях.

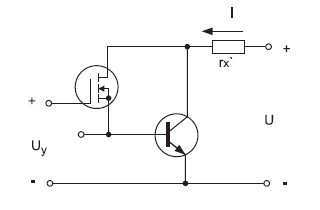
Схематичное изображение внутренней структуры отечественного БТИЗ

Полевые МОП-транзисторы легко управляются, что свойственно транзисторам с изолированным затвором, и имеют встроенный диод утечки для ограничения случайных бросков тока. Типичные применения этих транзисторов — импульсные преобразователи напряжения с высокими рабочими частотами, аудиоусилители (так называемого класса D).

Схематичное изображение внутренней структуры зарубежных IGBT

Первые мощные полевые транзисторы были созданы в СССР в НИИ «Пульсар» (разработчик — В. В. Бачурин) в 1973 году, а их ключевые свойства исследованы в Смоленском филиале МЭИ (научный руководитель — В. П. Дьяконов).
В процессе этих работ в 1977 году был предложен составной транзистор, в котором мощный биполярный транзистор управляется посредством полевого транзистора с изолированным затвором. Было показано, что выходные токи и напряжения составных структур определяются биполярным транзистором, а входные — полевым. При этом биполярный транзистор в ключе на основе составного транзистора не насыщается, при этом не происходит накопление неосновных носителей в базовом слое биполярной структуры, что существенно уменьшает задержку при выключении и обуславливает преимущества таких приборов при использовании в качестве силовых ключей. На такой полупроводниковый прибор, названный авторами «побистором», получено авторское свидетельство СССР № 757051. Он выполнен в виде единой структуры, содержащей мощный биполярный транзистор, на поверхности которого создан полевой транзистор с V-образным изолированным затвором.
Первый промышленный образец БТИЗ был запатентован International Rectifier в 1983 году. Позднее, в 1985 году, был разработан БТИЗ с полностью планарной структурой (без V-канала) и более высокими рабочими напряжениями. Это произошло почти одновременно в лабораториях фирм General Electric (Скенектади, штат Нью-Йорк) и RCA (Принстон, штат Нью-Джерси). В 1990-е годы было принято название для таких приборов IGBT (БТИЗ). Первые БТИЗ не получили широкого распространения из-за существенных недостатков — медленного переключения, низкой надёжности и возможного перехода в тиристорный режим из-за существующего в полупроводниковой структуре  слоёв прибора паразитного транзистора. Второе (появилось в 1990-е годы) и третье (современное) поколения IGBT в целом избавлено от этих недостатков.

## Достоинства

Семейство вольтамперных характеристик IGBT

БТИЗ сочетает достоинства двух основных видов транзисторов:
- высокое входное сопротивление, низкий уровень управляющей мощности — от полевых транзисторов с изолированным затвором;
- малые потери в открытом состоянии при больших токах и высоких напряжениях;
- характеристики переключения и проводимость биполярного транзистора;
- управление как у MOSFET — напряжением.

Диапазон использования — от десятков до 1200 ампер по току, от сотен вольт до 10 кВ по напряжению. В диапазоне токов до десятков ампер и напряжений до примерно 500 В целесообразно применение обычных МОП- (МДП-) транзисторов, а не БТИЗ, так как при низких напряжениях полевые транзисторы обладают меньшим сопротивлением.

## Применение

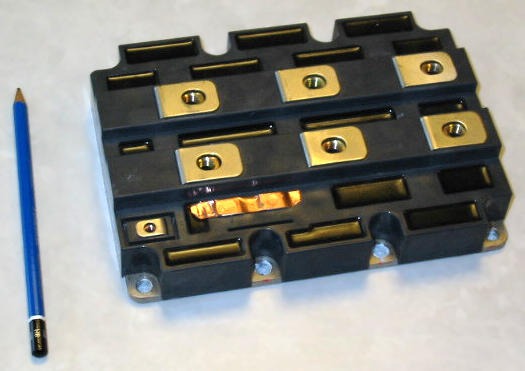
Сборка на IGB-транзисторах для коммутации напряжения до 3300 В и тока до 1200 А

Основное применение БТИЗ — это инверторы, импульсные регуляторы тока, частотно-регулируемые приводы.
БТИЗ широко применяются в инверторных источниках сварочного тока, в управлении мощным электроприводом, в том числе электрическом транспорте (после распространения асинхронных тяговых электродвигателей вместо ТЭД постоянного тока).
Применение IGBT-модулей в системах управления тяговыми двигателями позволяет, по сравнению с тиристорными устройствами, обеспечить высокий КПД, высокую плавность хода машины и возможность применения рекуперативного торможения практически на любой скорости.
БТИЗ применяют при работе с высокими напряжениями (более 1000 В), высокой температурой (более 100 °C) и высокой выходной мощностью (более 5 кВт). IGB-транзисторы используются в схемах управления двигателями (при рабочей частоте менее 20 кГц), источниках бесперебойного питания (с постоянной нагрузкой и низкой частотой) и сварочных аппаратах (где требуется большой ток и низкая частота — до 50 кГц).
IGBT и MOSFET занимают диапазон средних мощностей и частот, частично «перекрывая» друг друга. В общем случае, для высокочастотных низковольтных каскадов наиболее подходят МОП, а для высоковольтных мощных — БТИЗ.
В некоторых случаях БТИЗ и МОП-транзисторы полностью взаимозаменяемы, цоколёвка приборов и характеристики управляющих сигналов обоих устройств обычно одинаковы. IGBT и MOSFET требуют 12—15 В для полного включения и не нуждаются в отрицательном напряжении для выключения, как запираемый тиристор. Но «управляемый напряжением» не означает, что при переключении БТИЗ в цепи затвора отсутствует ток. Затвор БТИЗ (как и МОП-транзистора) для управляющей схемы эквивалентно является конденсатором с ёмкостью, достигающей единиц нанофарад (для мощных приборов), что определяет импульсный характер тока затвора. Драйвер затвора должен быть способным быстро перезаряжать эту ёмкость, чтобы обеспечить быстрое переключение транзистора.